# Požár (rybník)
Požár je název rybníka nacházejícím se na Jevanském potoce na severozápadním okraji Louňovic. Katastrálně ale spadá pod vesnici Srbín, která je součástí obce Mukařov. Rozloha rybníka je 3,8 ha. Celkový objem činí 25,0 tis. m³. Retenční objem činí 10,0 tis. m³.

## Popis
Rybník má protáhlý nepravidelný tvar. Je zhruba 380 metrů dlouhý. Od západu je napájen Jevanským potokem, od jihu Louňovickým potokem a dalším přítokem pramenícím ve vsi. V okolí rybníka se nachází především zástavba, pouze v bezprostřední blízkosti západním a severním směrem jsou pole a malý lesík s prameny. Na jižním břehu se vine ulice U Požáru, pojmenovaná po rybníce. Hráz tvoří ulice Obecní, po které jde též modrá turistická značka. Od hráze odtéká voda dvěma potůčky přes požerák a také přepadem umístěným na jihu. Rybník je součástí soustavy Jevanských rybníků.

## Galerie

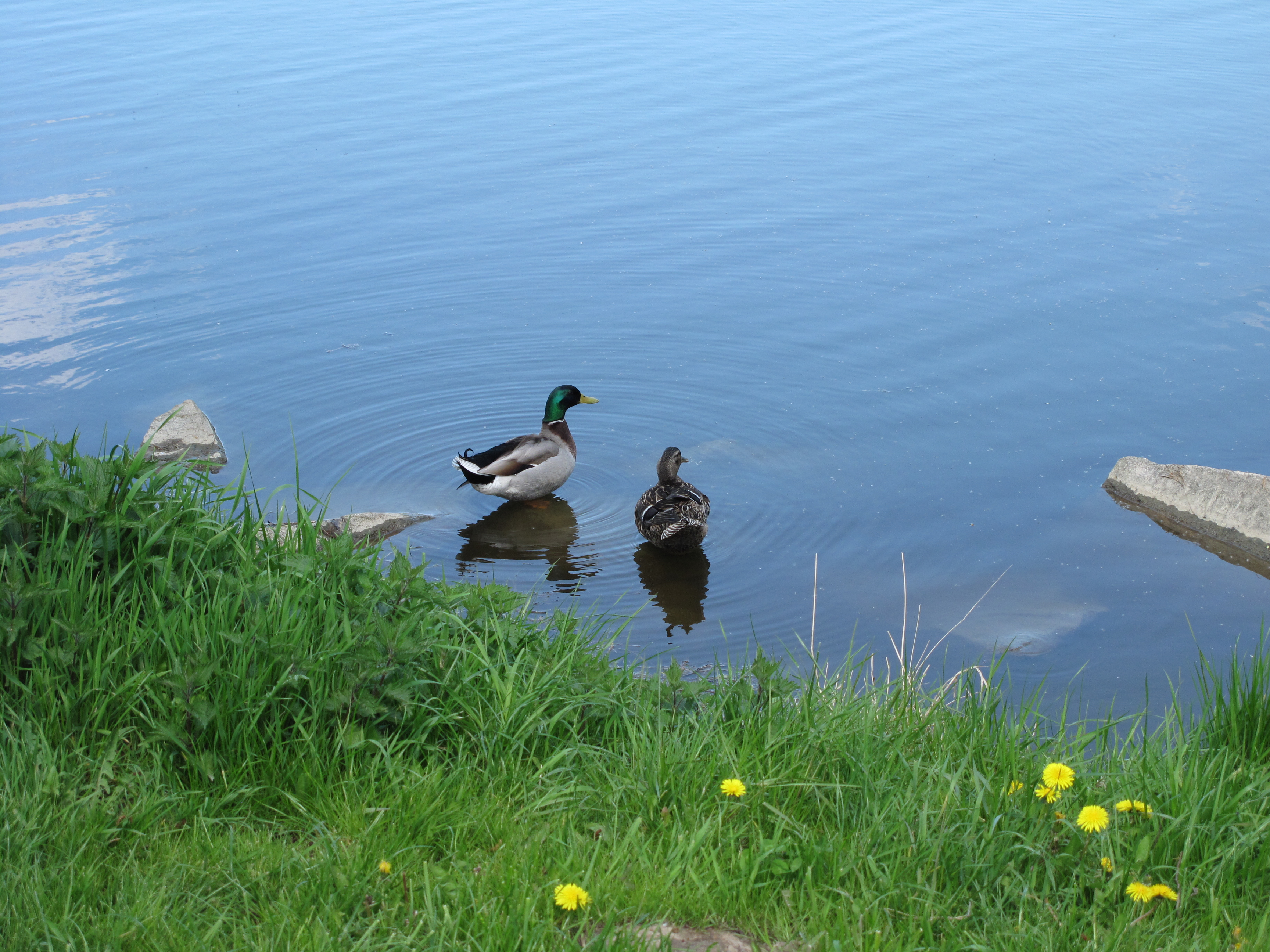
Kačer s kačenou
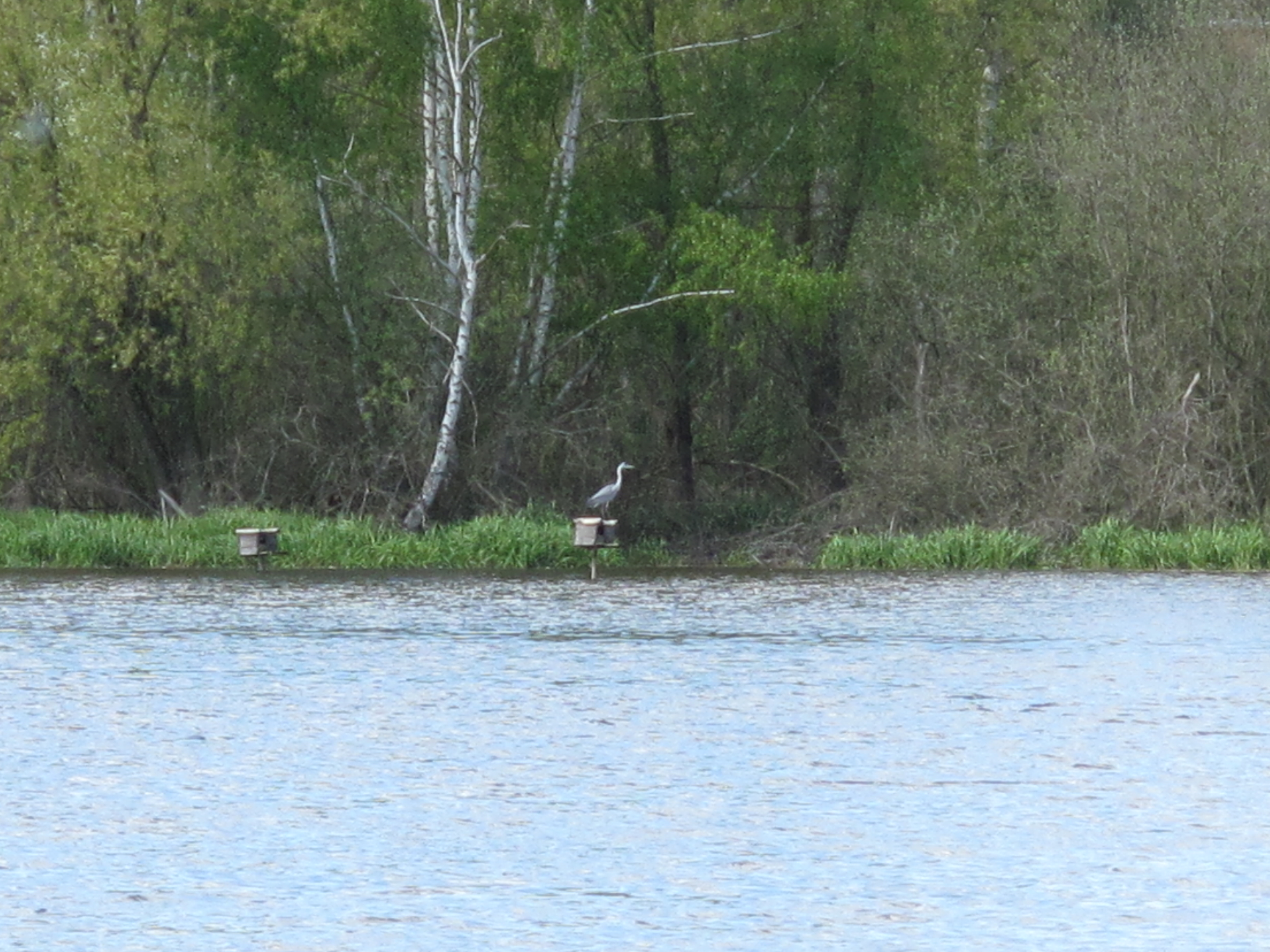
Volavka
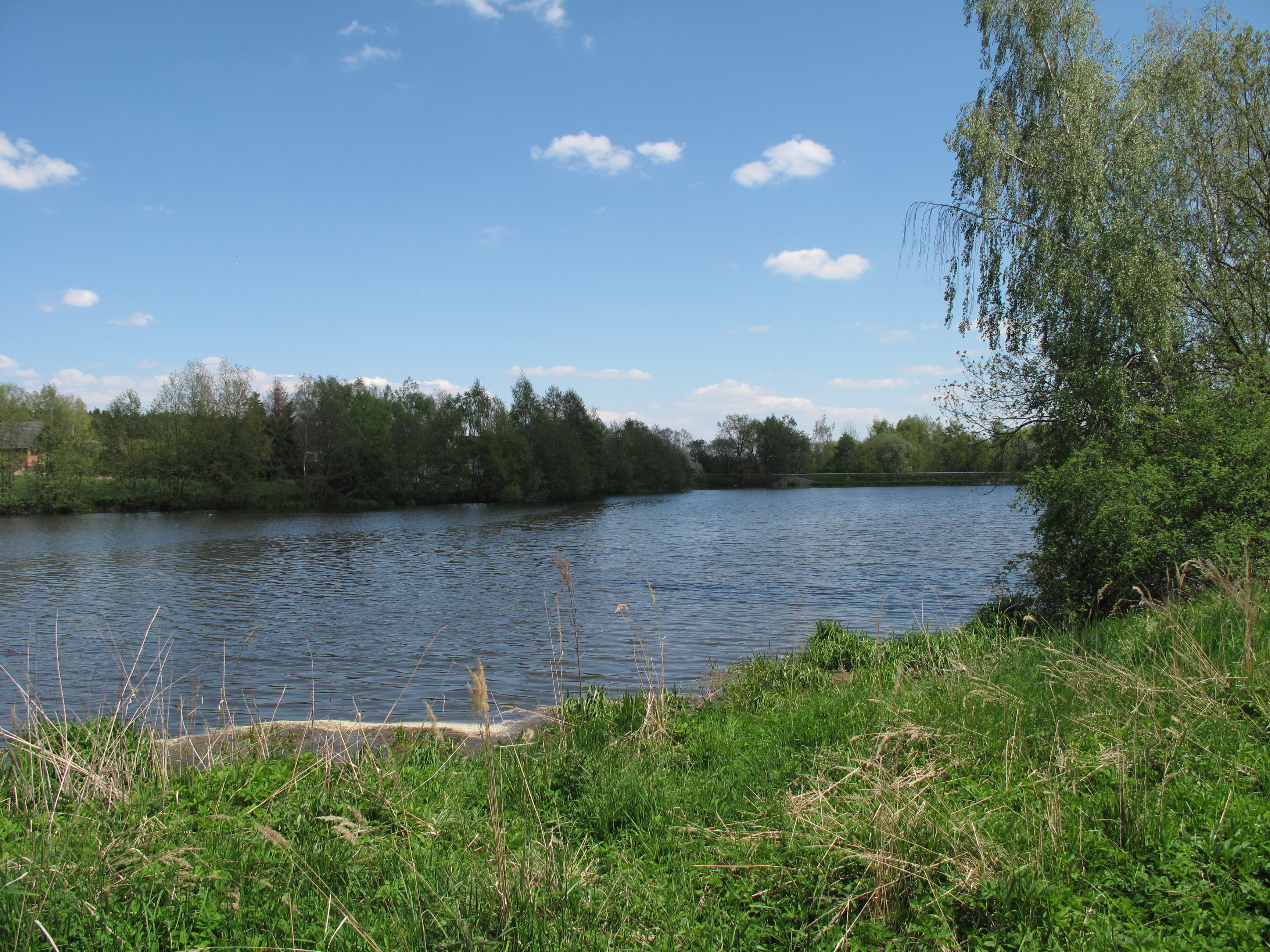
Pohled k hrázi